# شالینی وادنیکاتی
شالینی وادنیکاتی بازیگر هندی است که در شبکه‌های کانارا و تلوگو زبان کار می‌کند.

## حرفه
او اولین بازی خود را در کانادا در فیلم بیشتر (۲۰۱۵) انجام داد. وادنیکاتی در حین کار در یک مجموعه تلویزیونی زبان تامیلی، در همان سال توانست در فیلم «هر که سفید باشد دروغ نمی‌گوید» ایفای نقش کند. وادنیکاتی در ادامه بازی در چندین فیلم کانادا از جمله شاهان (۲۰۱۷) و آقای عالی(۲۰۱۷) بازی کرد. او اولین حضور خود را در تلوگو با یورکا (۲۰۲۰)، یک درام دانشگاهی انجام داد.